# Bellonella granulata
Bellonella granulata är en korallart som beskrevs av Gray 1862. Bellonella granulata ingår i släktet Bellonella och familjen läderkoraller. Inga underarter finns listade i Catalogue of Life.